# Lighthouse X
«Lighthouse X» — данський поп-гурт, створений 2014 року. 2016 року представляв Данію на Євробаченні 2016 в Стокгольмі з піснею «Soldiers of Love».

## Дискографія

### EP
| Назва          | Деталі                  |
| -------------- | ----------------------- |
| «Lighthouse X» | Дата виходу: Лютий 2015 |

### Сингли
| Рік  | Назва                  | Альбом         |
| ---- | ---------------------- | -------------- |
| 2014 | «Kærligheden kalder»   | «Lighthouse X» |
| 2015 | «Hjerteløst»           | «Lighthouse X» |
| 2015 | «It's a Brand New Day» | TBA            |
| 2016 | «Soldiers of Love»     | TBA            |